# CR373 (Luxemburg)
De CR373 (Chemin Repris 373) is een verkeersroute in Luxemburg tussen Stockem (N12) en Maulusmillen (CR335). De route heeft een lengte van ongeveer 10 kilometer.

## Routeverloop
De CR373 begint ten noordwesten van Stockem bij de N12. Vervolgens gaat de route naar het zuidoosten door Stockem heen en sluit aan op de N18. Vanuit hier gaat de route in noordoostelijke richting richting Boxhorn en volgt een aansluiting met de CR334. Vanuit hier gaat route richting  het noorden, en wanneer de CR334 weer aftakt gaat de route oostwaarts naar Maulusmillen, waar het op de kruising met de CR335 eindigt.

## Plaatsen langs de CR373
- Stockem
- Rumlange
- Boxhorn
- Sassel
- Maulusmillen

## CR373a
De CR373a is een verbindingsweg tussen Boxhorn en Lentzweiler. De ongeveer 1,1 kilometer lange route verbindt de CR373 bij Boxhorn met de N18 en CR332e bij Lentzweiler.

## CR373b
De CR373b is een 60 meter lange verbindingsweg bij het gehucht Boxerbréck. De route is een van de drie wegen van het kruispunt waar de CR373 en CR334 samen komen. De CR373b is voor het verkeer vanuit Asselborn naar Sassel en omgekeerd. Verkeer wat vanuit Sassel naar Boxhorn of omgekeerd wil rijden, maakt op dit kruispunt gebruik van de CR373. Verkeer vanuit Asselborn naar Boxhorn en omgekeerd maakt gebruik van de CR334.
CR101 ·
CR102 ·
CR103 ·
CR104 ·
CR105 ·
CR106 ·
CR107 ·
CR108 ·
CR109 ·
CR110 ·
CR111 ·
CR112 ·
CR113 ·
CR114 ·
CR115 ·
CR116 ·
CR117 ·
CR118 ·
CR119 ·
CR120 ·
CR121 ·
CR122 ·
CR123 ·
CR124 ·
CR125 ·
CR126 ·
CR127 ·
CR128 ·
CR129 ·
CR130 ·
CR131 ·
CR132 ·
CR133 ·
CR134 ·
CR135 ·
CR136 ·
CR137 ·
CR138 ·
CR139 ·
CR140 ·
CR141 ·
CR142 ·
CR143 ·
CR144 ·
CR145 ·
CR146 ·
CR147 ·
CR148 ·
CR149 ·
CR150 ·
CR151 ·
CR152 ·
CR153 ·
CR154 ·
CR155 ·
CR156 ·
CR157 ·
CR158 ·
CR159 ·
CR160 ·
CR161 ·
CR162 ·
CR163 ·
CR164 ·
CR165 ·
CR166 ·
CR167 ·
CR168 ·
CR169 ·
CR170 ·
CR171 ·
CR172 ·
CR173 ·
CR174 ·
CR175 ·
CR176 ·
CR177 ·
CR178 ·
CR179 ·
CR180 ·
CR181 ·
CR182 ·
CR183 ·
CR184 ·
CR185 ·
CR186 ·
CR187 ·
CR188 ·
CR189 ·
CR190
CR200 ·
CR201 ·
CR202 ·
CR203 ·
CR204 ·
CR205 ·
CR206 ·
CR207 ·
CR208 ·
CR210 ·
CR211 ·
CR212 ·
CR213 ·
CR215 ·
CR216 ·
CR217 ·
CR218 ·
CR219 ·
CR220 ·
CR221 ·
CR222 ·
CR223 ·
CR224 ·
CR225 ·
CR226 ·
CR227 ·
CR228 ·
CR229 ·
CR230 ·
CR231 ·
CR232 ·
CR233 ·
CR234
CR301 ·
CR302 ·
CR303 ·
CR304 ·
CR305 ·
CR306 ·
CR307 ·
CR308 ·
CR309 ·
CR310 ·
CR311 ·
CR312 ·
CR313 ·
CR314 ·
CR315 ·
CR316 ·
CR317 ·
CR318 ·
CR319 ·
CR320 ·
CR321 ·
CR322 ·
CR323 ·
CR324 ·
CR325 ·
CR326 ·
CR327 ·
CR328 ·
CR329 ·
CR330 ·
CR331 ·
CR332 ·
CR333 ·
CR334 ·
CR335 ·
CR336 ·
CR337 ·
CR338 ·
CR339 ·
CR340 ·
CR341 ·
CR342 ·
CR343 ·
CR344 ·
CR345 ·
CR346 ·
CR347 ·
CR348 ·
CR349 ·
CR350 ·
CR351 ·
CR352 ·
CR353 ·
CR354 ·
CR355 ·
CR356 ·
CR357 ·
CR358 ·
CR359 ·
CR360 ·
CR361 ·
CR362 ·
CR364 ·
CR365 ·
CR366 ·
CR367 ·
CR368 ·
CR369 ·
CR370 ·
CR371 ·
CR372 ·
CR373 ·
CR374 ·
CR375 ·
CR376 ·
CR377 ·
CR378 ·
CR379
Routes die cursief vermeld staan, zijn voormalige routes.